# تلو (لامرد)
تلو (بالفارسية: تلو) هي منطقة سكنية من نواحي بلدة أشكنان مقاطعة لامرد في محافظة فارس إيران.

## السكان
تقع هذه القرية في قسم أشكنان وأُشير إليها في تعداد سنة 2006، ولكن لم يُعلن عدد سُكانها رسميًّا.